# Hyundai ix35
Hyundai Tucson er en SUV-model fra Hyundai, som afløste Hyundai Tucson i slutningen af 2009.
Modellen blev præsenteret på Frankfurt Motor Show 2009 og kommer til Danmark i foråret 2010, og vil kunne fås med en benzinmotor på 2,0 liter med 160 hk og en dieselmotor på 2,0 liter i to versioner, en med 136 og en med 170 hk. I Nordamerika fås den med en benzinmotor på 2,4 liter med 176 hk. Den er samtidig blevet produceret som brændselscelledrevet bil, dog endnu kun som demomodel.
Ligesom forgængeren findes den både med for- og firehjulstræk. Modellen er den første i en ny designlinje kaldet "fluidic sculpture" (flydende skulptur), som også vil blive brugt i den næste Hyundai Sonata, som kommer i sommeren 2010.